# Jill Ireland
Jill Dorothy Ireland (Londra, 24 aprile 1936 – Malibù, 18 maggio 1990) è stata un'attrice e ballerina britannica.

## Biografia
Figlia di un commerciante di vini, iniziò la sua carriera all'età di 15 anni esibendosi come ballerina nelle sale di concerto londinesi. Girò l'Europa insieme al Monte Carlo Ballet.
Nel 1955 firmò un contratto con la compagnia inglese Rank Organization facendo la sua prima apparizione come ballerina nel film Oh... Rosalinda!! (1955) di Michael Powell ed Emeric Pressburger, basato sull'operetta Il pipistrello di Johann Strauss (figlio). Seguirono piccole parti nelle pellicole Simone e Laura (1955) e Tre uomini in barca (1956).
Nel 1957 sposò l'attore scozzese David McCallum, con il quale recitò in alcuni episodi della serie TV Organizzazione U.N.C.L.E., prodotta 
dalla NBC. Con lui ebbe due figli, Paul e Valentine, e adottò Jason, che morirà 
per overdose nel 1989. I due divorziarono nel 1967.
Nel 1963, durante le riprese di La grande fuga, McCallum le presentò il coprotagonista del film, Charles Bronson, che Jill Ireland sposò nel 1968, l'anno successivo al divorzio da McCallum. Con Bronson fece coppia fissa in molti film di azione, tra i quali Città violenta (1970) di Sergio Sollima e nella serie de Il giustiziere della notte. Insieme ebbero una figlia, Zuleika, e ne adottarono un'altra, Katrina, vivendo insieme fino al decesso di Jill nel 1990.
Dopo il 1984, anno in cui le venne diagnosticato un cancro al seno, iniziò a scrivere, diventando portavoce della ACS (American Cancer Society) e "testimoniò" sul costo delle spese mediche davanti al Congresso americano nel 1988. Per la sua lotta contro il cancro venne insignita dall'allora presidente Ronald Reagan con l'onorificenza Medal of Courage.
Morì a 54 anni, il 18 maggio del 1990 nella sua casa a Malibù.
Gli ultimi anni di vita dell'attrice sono raccontati nel film per la televisione Una ragione per vivere: la storia di Jill Ireland (Reason for Living: The Jill Ireland Story) del 1991, interpretato da Jill Clayburgh. Per il suo contributo all'industria cinematografica, le venne dedicata una stella sulla Hollywood Walk of Fame, al numero 6751 di Hollywood Boulevard.

## Filmografia parziale

### Cinema
- Oh... Rosalinda!!, regia di Michael Powell e Emeric Pressburger (1955)
- Simone e Laura (Simon and Laura), regia di Muriel Box (1955)
- Tre uomini in barca (Three Men in a Boat), regia di Ken Annakin (1956)
- I piloti dell'inferno (Hell Drivers), regia di Cy Endfield (1957)
- La grande rapina (Robbery Under Arms), regia di Jack Lee (1957)
- Amore pizzicato (Raising the Wind), regia di Gerald Thomas (1961)
- Gli assassini del karatè (The Karate Killers), regia di Barry Shear (1967)
- Viva! Viva Villa! (Villa Rides), regia di Buzz Kulik (1968)
- L'uomo venuto dalla pioggia (Le Passager de la pluie), regia di René Clément (1970)
- Città violenta (Violent City), regia di Sergio Sollima (1970)
- L'uomo dalle due ombre (De la part des copains), regia di Terence Young (1970)
- Qualcuno dietro la porta (Quelqu'un derrière la porte), regia di Nicolas Gessner (1971)
- Joe Valachi - I segreti di Cosa Nostra (The Valachi Papers), regia di Terence Young (1972)
- Professione assassino (The Mechanic), regia di Michael Winner (1972)
- Valdez il mezzosangue, regia di John Sturges e Duilio Coletti (1973)
- Dieci secondi per fuggire (Breakout), regia di Tom Gries (1975)
- Io non credo a nessuno (Heartbreak Pass), regia di Tom Gries (1975)
- L'eroe della strada (Hard Times), regia di Walter Hill (1975)
- Da mezzogiorno alle tre (From Noon till Three, regia di Frank D. Gilroy (1976)
- Tiro incrociato (Love and Bullets), regia di Stuart Rosenberg (1979)
- Il giustiziere della notte n. 2 (Death Wish II), regia di Michael Winner (1982)
- Assassination, regia di Peter R. Hunt (1987)
- Caught, regia di James F. Collier (1987)

### Televisione
- Kraft Mystery Theater – serie TV, 1 episodio (1959)
- Riccardo Cuor di Leone (Richard the Lionheart) – serie TV, 1 episodio (1963)
- Ben Casey – serie TV, episodio 3x26 (1964)
- Viaggio in fondo al mare (Voyage to the Bottom of the Sea) – serie TV, 1 episodio (1964)
- Il mio amico marziano (My Favorite Martian) – serie TV, 1 episodio (1965)
- The Wackiest Ship in the Army – serie TV, episodio 1x19 (1966)
- Organizzazione U.N.C.L.E. (The Man from U.N.C.L.E.) – serie TV, 5 episodi (1964-1967)
- Shane – serie TV, 17 episodi (1966)
- Star Trek – episodio Al di qua del paradiso (1967)
- Mannix – serie TV, 1 episodio (1968)
- Daniel Boone – serie TV, 1 episodio (1969)
- Mistero in galleria (Night Gallery) – serie TV, 1 episodio (1972)
- La ragazza, l'orologio d'oro e tutto (The Girl, the Gold Watch & Everything), regia di William Wiard – film TV (1980)

## Riconoscimenti
- Hollywood Walk of Fame
  - 1989 – Stella

## Doppiatrici italiane
Nelle versioni in italiano dei suoi film Jill Ireland è stata doppiata da:
- Maria Pia Di Meo in Tre uomini in barca, Città violenta, L'uomo dalle due ombre, Qualcuno dietro la porta, Valdez il mezzosangue, Io non credo a nessuno
- Vittoria Febbi ne I piloti dell'inferno, Joe Valachi... I segreti di Cosa Nostra
- Melina Martello ne L'eroe della strada, Il giustiziere della notte 2
- Germana Calderini ne La grande rapina
- Serena Spaziani in Star Trek
- Rita Savagnone in Professione assassino
- Ada Maria Serra Zanetti in Assassination

## Opere letterarie
- Life Wish: a Personal Story of Survival, 1987. ISBN 0-515-09609-1, ISBN 0-316-10926-6
- Lifeline: My Fight to Save My Family, 1989. ISBN 0-7126-2531-3, ISBN 0-446-51480-2

## Discografia

### Singoli
- 1976 – Hello and Goodbye